# Satphari
Satphari (nep. सतफारी) – gaun wikas samiti w zachodniej części Nepalu w strefie Seti w dystrykcie Doti. Według nepalskiego spisu powszechnego z 2001 roku liczył on 455 gospodarstw domowych i 2894 mieszkańców (1436 kobiet i 1458 mężczyzn).